# Міхай Козма
Міхай Козма (угор. Kozma Mihály, нар. 1 листопада 1949, Тапе) — угорський футболіст, що грав на позиції нападника. По завершенні ігрової кар'єри — футбольний тренер. Лідер атак «Гонведа» та один з найрезультативніших форвардів Угорщини 70-х років.
Більшу частину кар'єри провів виступаючи за «Гонвед», згодом також працював у цьому клубі головним тренером. У складі національної збірної Угорщини був срібним призером Олімпійських ігор та півфіналістом чемпіонату Європи.

## Клубна кар'єра
Народився в селі Тапе, медьє Чонград, нині в межах міста Сегед. У дорослому футболі дебютував 1967 року виступами за команду «Сегед ЕАК» разом зі своїми братами Дьйордем та Золтаном, в якій провів два сезони, взявши участь у 44 матчах вищого дивізіону.
Своєю грою за цю команду привернув увагу представників тренерського штабу столичного «Гонведа», до складу якого приєднався 1969 року і в першому ж сезоні став найрезультативнішим гравцем клубу. Після цього тричі він вигравав титул найкращого бомбардира чемпіонату Угорщини: 1971, 1974, 1975. У 1980 році він з «Гонведом» виборов титул чемпіона Угорщини.
Протягом сезону 1981/82 років захищав кольори бельгійського клубу «Ватерсхей Тор» (нині — «Генк»), вигравши того сезону Кубок Бельгії.
Проте завершив професійну ігрову кар'єру Козма таки в «Гонведі», куди повернувся 1982 року, захищав кольори команди до припинення виступів на професійному рівні у 1984 році. За цей час додав до переліку своїх трофеїв ще один титул чемпіона Угорщини. В підсумку він став третім по результативності в чемпіонаті гравцем «Гонведа» в історії — 219 голів (після Ференца Пушкаша — 357 і Лайоша Тіхі — 247)

## Виступи за збірну
8 червня 1969 року дебютував в офіційних іграх у складі національної збірної Угорщини в матчі відбору до чемпіонату світу 1970 року з Ірландією (2:1).
У складі збірної був учасником футбольного турніру на Олімпійських іграх 1972 року у Мюнхені, де разом з командою здобув «срібло», та чемпіонату Європи 1972 року у Бельгії, зігравши три і один матч відповідно.
Загалом протягом кар'єри у національній команді, яка тривала 7 років, провів у формі головної команди країни лише 17 матчів, забивши 3 голи.

## Кар'єра тренера
Після завершення ігрової кар'єри залишився працювати в «Гонведі», де з 1984 до 1986 року він був тренером юнацької команди, після чого працював у структурі клубу. З 1991 року став директором «Гонведа».
У січні 1995 року він пішов з посади і був призначений головним тренером «Гонведа», де працював до кінця квітня 1995 року.

## Статистика виступів
| Клуб               | Сезон              | Ліга | Ліга | Кубки | Кубки | Єврокубки | Єврокубки | Разом | Разом | Товариські матчі | Товариські матчі | Всього | Всього |
| Клуб               | Сезон              | Ігри | Голи | Ігри  | Голи  | Ігри      | Голи      | Ігри  | Голи  | Ігри             | Голи             | Ігри   | Голи   |
| ------------------ | ------------------ | ---- | ---- | ----- | ----- | --------- | --------- | ----- | ----- | ---------------- | ---------------- | ------ | ------ |
| Сегед ЕАК          | 1967               | 25   | 11   | ?     | ?     | 0         | 0         | ?     | ?     | ?                | ?                | ?      | ?      |
| Сегед ЕАК          | 1968               | 19   | 5    | ?     | ?     | 0         | 0         | ?     | ?     | ?                | ?                | ?      | ?      |
| Сегед ЕАК          | Разом              | 44   | 16   | ?     | ?     | 0         | 0         | 44+   | 16+   | ?                | ?                | 44+    | 16+    |
| Гонвед             | 1969               | 27   | 21   | 3     | 1     | 2         | 0         | 32    | 22    | 1                | 0                | 33     | 22     |
| Гонвед             | 1970               | 9    | 3    | 0     | 0     | 0         | 0         | 9     | 3     | 0                | 0                | 9      | 3      |
| Гонвед             | 1970/71            | 29   | 26   | -     | -     | 3         | 1         | 32    | 27    | 3                | 4                | 35     | 31     |
| Гонвед             | 1971/72            | 23   | 17   | 2     | 3     | 1         | 1         | 26    | 21    | 5                | 7                | 31     | 28     |
| Гонвед             | 1972/73            | 27   | 19   | 4     | 4     | 4         | 3         | 35    | 26    | 1                | 2                | 36     | 28     |
| Гонвед             | 1973/74            | 30   | 27   | 2     | 9     | 6         | 4         | 38    | 40    | 2                | 1                | 40     | 41     |
| Гонвед             | 1974/75            | 26   | 22   | 2     | 1     | 4         | 0         | 32    | 23    | 13               | 13               | 45     | 36     |
| Гонвед             | 1975/76            | 12   | 5    | 6     | 11    | 0         | 0         | 18    | 16    | 4                | 2                | 22     | 18     |
| Гонвед             | 1976/77            | 34   | 21   | 11    | 10    | 4         | 3         | 49    | 34    | 3                | 1                | 52     | 35     |
| Гонвед             | 1977/78            | 30   | 20   | 8     | 3     | 1         | 2         | 39    | 25    | 7                | 6                | 46     | 31     |
| Гонвед             | 1978/79            | 10   | 1    | 1     | 1     | 0         | 0         | 11    | 2     | 0                | 0                | 11     | 2      |
| Гонвед             | 1979/80            | 26   | 15   | 1     | 0     | 0         | 0         | 27    | 15    | 1                | 1                | 28     | 16     |
| Гонвед             | 1980/81            | 27   | 13   | 1     | 2     | 4         | 0         | 32    | 15    | 2                | 2                | 34     | 17     |
| Гонвед             | Разом              | 310  | 210  | 41    | 45    | 29        | 14        | 380   | 269   | 42               | 39               | 422    | 308    |
| «Ватерсхей Тор»    | 1981/82            | 12   | 5    | ?     | ?     | 0         | 0         | ?     | ?     | ?                | ?                | ?      | ?      |
| «Ватерсхей Тор»    | Разом              | 12   | 5    | ?     | ?     | 0         | 0         | 12+   | 5+    | ?                | ?                | 12+    | 5+     |
| Гонвед             | 1982/83            | 18   | 7    | 3     | 2     | 0         | 0         | 21    | 9     | 1                | 0                | 22     | 9      |
| Гонвед             | 1983/84            | 15   | 4    | 0     | 0     | 6         | 1         | 21    | 5     | 0                | 0                | 21     | 5      |
| Гонвед             | 1985/86            | -    | -    | -     | -     | -         | -         | 0     | 0     | 1                | 0                | 1      | 0      |
| Гонвед             | Разом              | 33   | 11   | 3     | 2     | 6         | 1         | 42    | 14    | 2                | 0                | 44     | 14     |
| Усього за «Гонвед» | Усього за «Гонвед» | 343  | 221  | 44    | 47    | 35        | 15        | 422   | 283   | 44               | 39               | 466    | 322    |
| Всього за кар'єру  | Всього за кар'єру  | 399  | 242  | 44+   | 47+   | 35        | 15        | 478+  | 304+  | 44+              | 39+              | 522+   | 343+   |

## Титули і досягнення
- Чемпіон Угорщини (2):

«Гонвед»: 1979–80, 1983–84
- Володар Кубка Бельгії (1):

«Ватерсхей Тор»: 1981–82
- Срібний олімпійський призер: 1972

### Індивідуальні
- Найкращий бомбардир чемпіонату Угорщини (3): 1971 (25 голів), 1974 (27 голів), 1975 (20 голів)[6]